# (131696) 2001 XT254
(131696) 2001 XT254es un objeto transneptuniano, descubierto el 9 de diciembre de 2001 por Scott S. Sheppard, y sus compañeros también astrónomos Jan Kleyna y David C. Jewitt desde el Observatorios de Mauna Kea, Hawái, Estados Unidos.

## Designación y nombre
Designado provisionalmente como 2001 XT254.

## Características orbitales
2001 XT254 está situado a una distancia media del Sol de 53,20 ua, pudiendo alejarse hasta 70,51 ua y acercarse hasta 35,89 ua. Su excentricidad es 0,325 y la inclinación orbital 0,517 grados. Emplea 141753, días en completar una órbita alrededor del Sol.

## Características físicas
La magnitud absoluta de 2001 XT254 es 7,4.